# Le Minihic-sur-Rance
Le Minihic-sur-Rance é uma comuna francesa na região administrativa da Bretanha, no departamento Ille-et-Vilaine. Estende-se por uma área de 3,9 km². Em 2010 a comuna tinha 1 500 habitantes (densidade: 384,6 hab./km²).

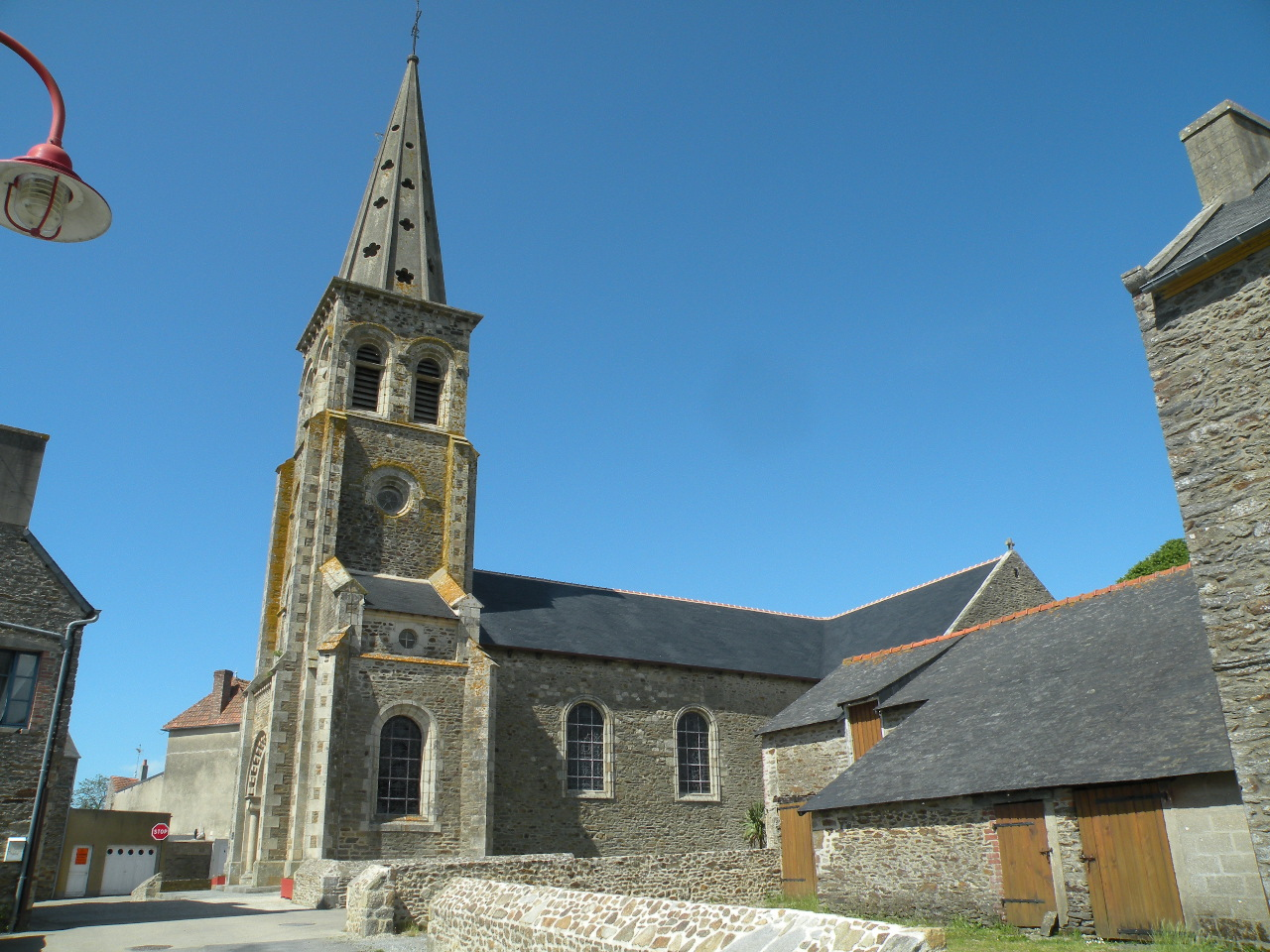
Kirche Saint-Malo
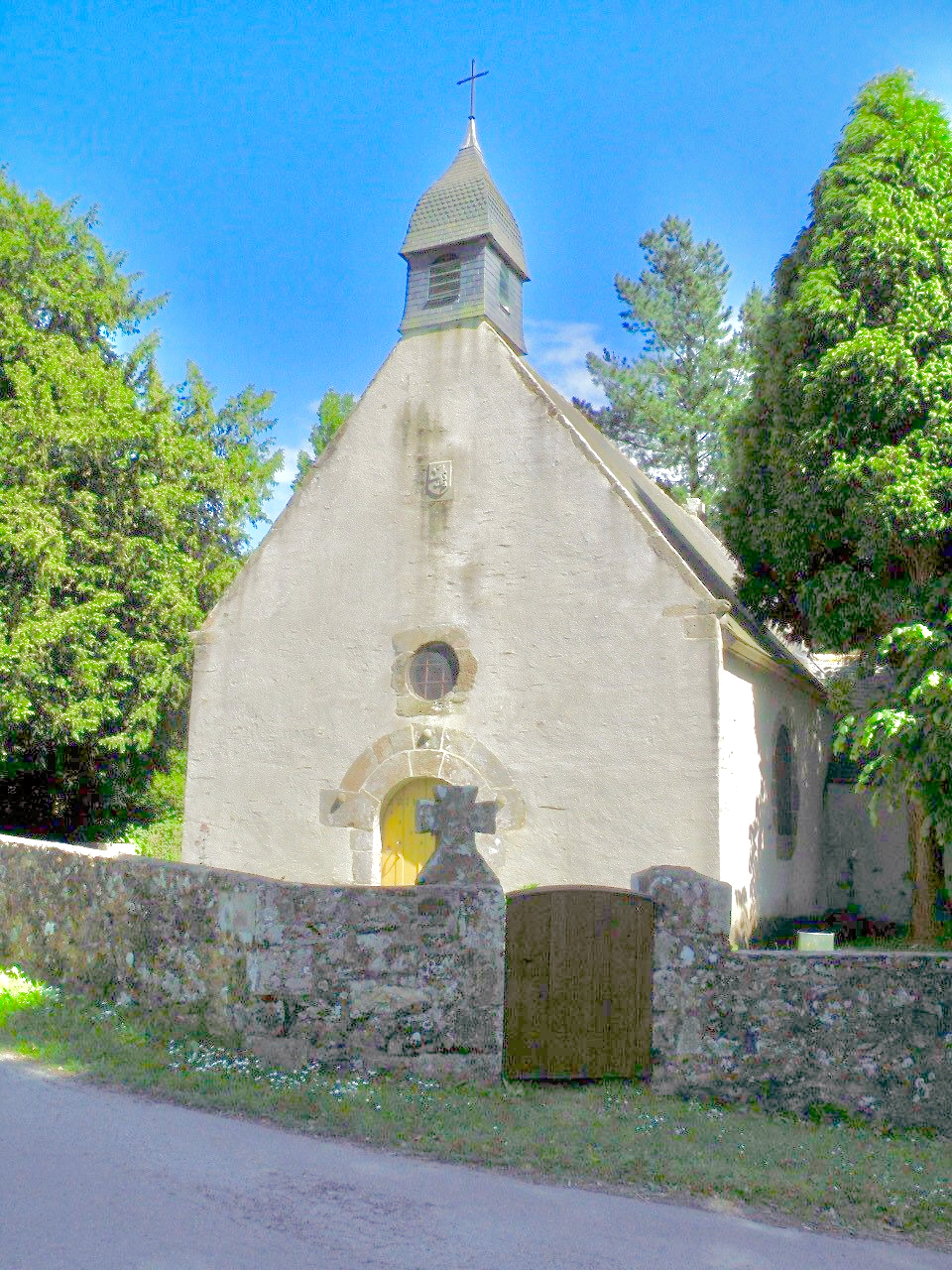
Kapelle Sainte-Anne
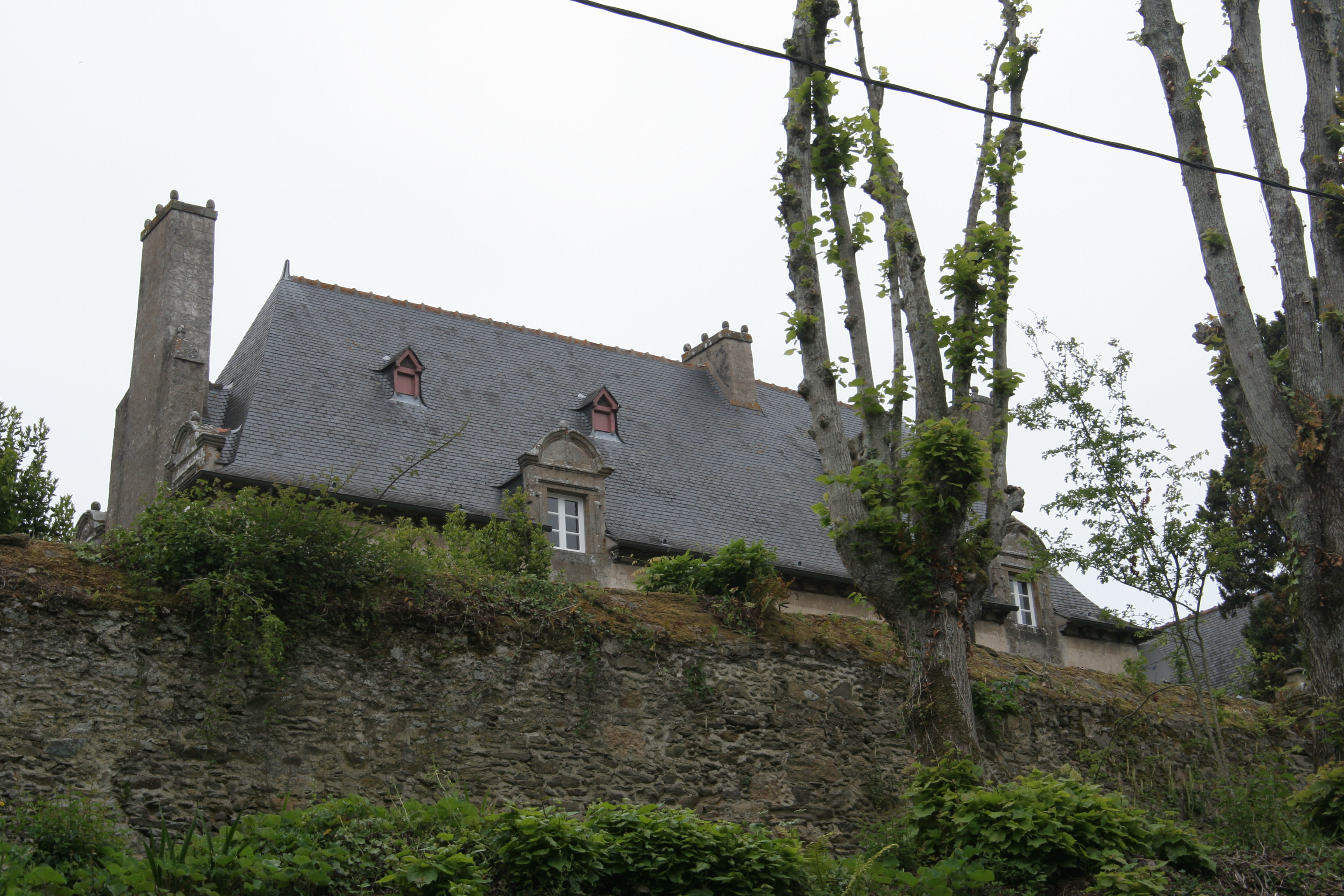
Herrenhaus Le Houx
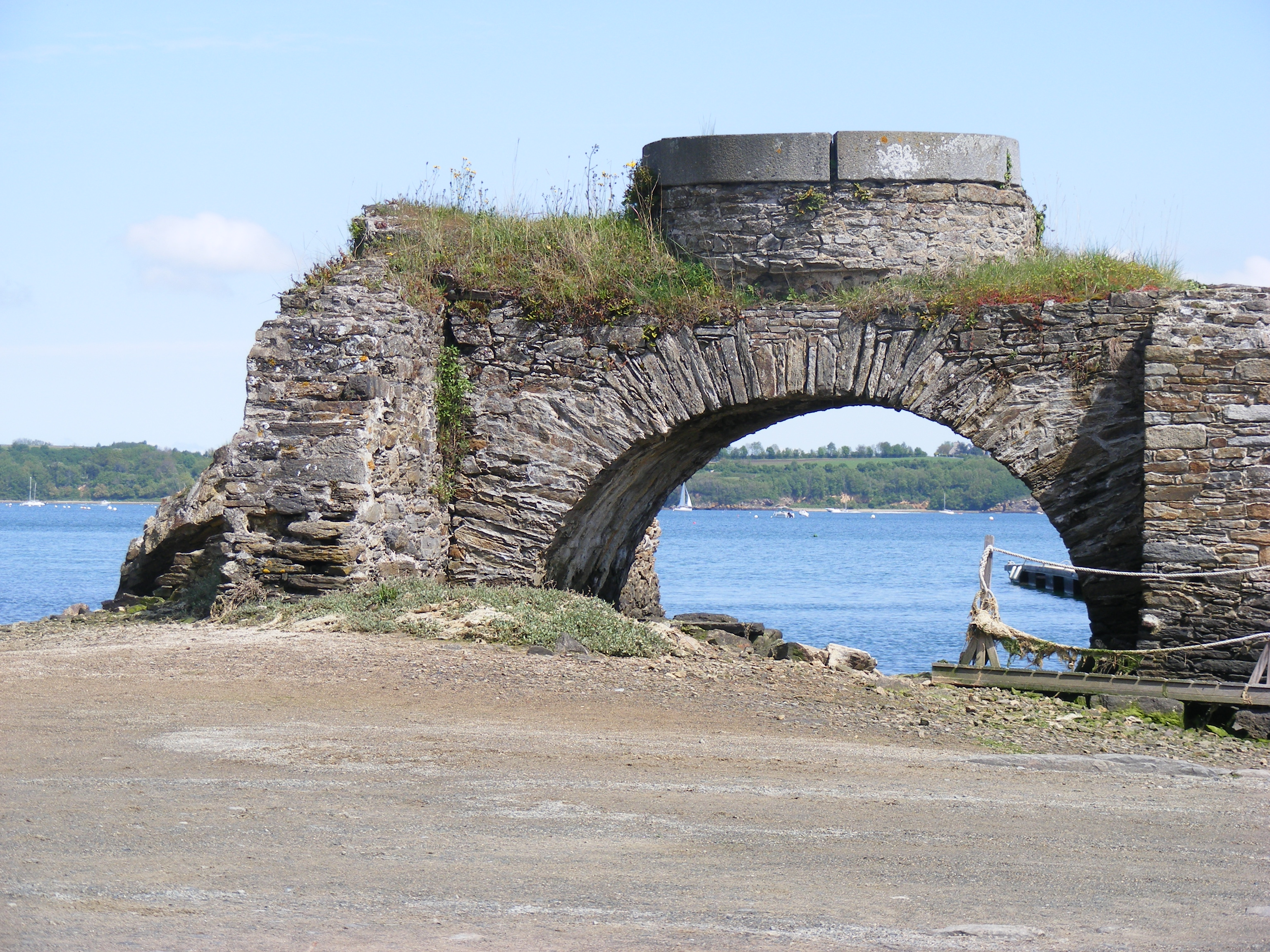
Gezeitenmühle
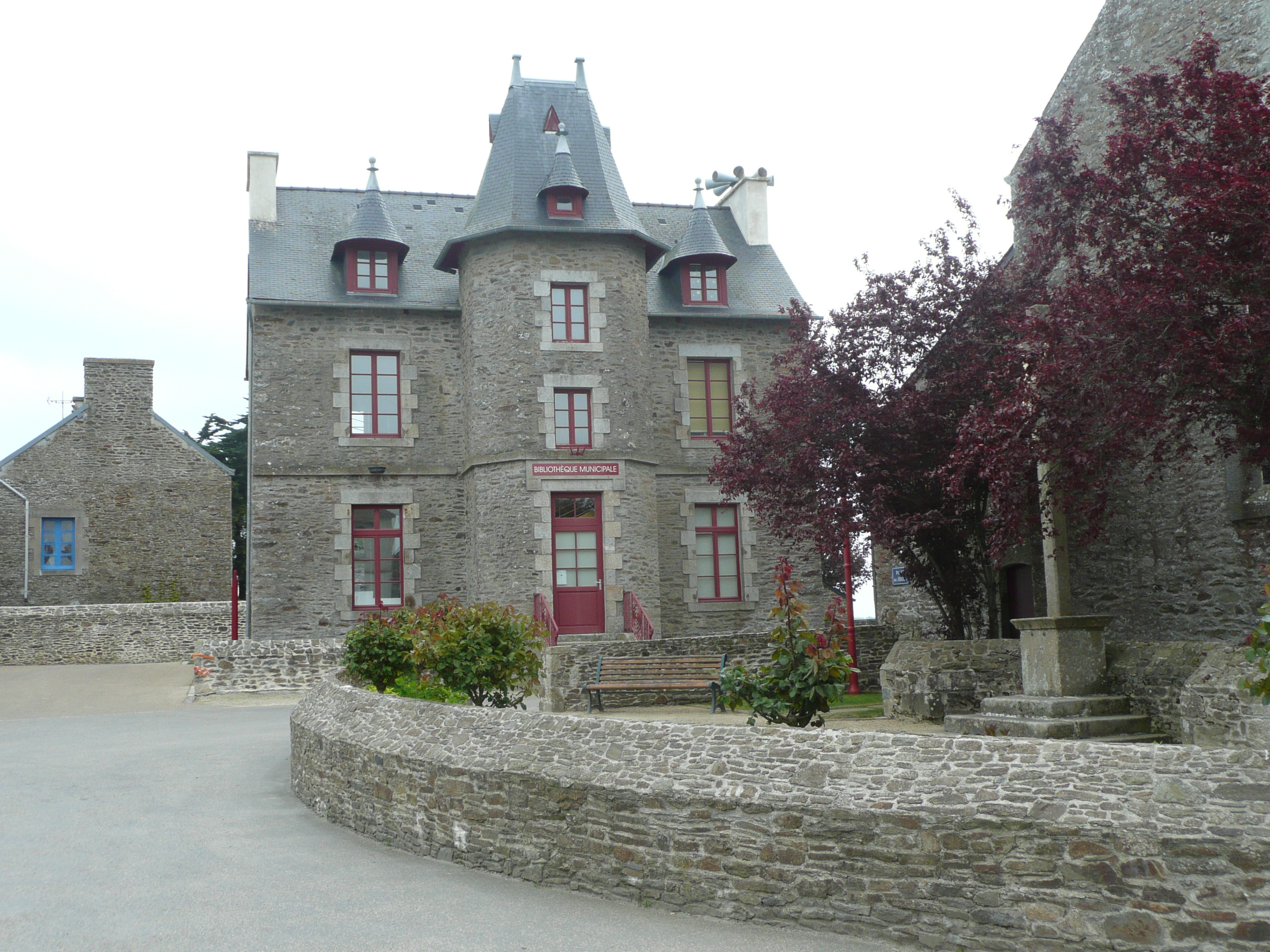
Bibliothek